# Ré Soupault
Ré Soupault (* 29. Oktober 1901 als Meta Erna Niemeyer in Bublitz, Provinz Pommern; † 12. März 1996 in Versailles) war eine deutsch-französische Künstlerin. Ausgebildet am Bauhaus in Weimar gehörte sie zur europäischen Avantgarde des 20. Jahrhunderts zwischen Berlin und Paris. Nach dem Zweiten Weltkrieg arbeitete sie als literarische Übersetzerin und Essayistin für den Hörfunk. Sie hinterließ ein komplexes Werk von Fotografien, Zeichnungen, Modeentwürfen, Reportagen und anderen Texten.

## Leben
Erna Niemeyer wuchs in einer konservativen Familie in einer kleinen Ortschaft in Pommern mit sieben älteren Geschwistern auf. Ihre Eltern waren Bertha Marie Auguste Niemeyer, geborene Hensel, und der Metzger und Pferdezüchter Friedrich Carl Richard Niemeyer. Sie besuchte das Lyzeum in Kolberg. Durch ihre Zeichenlehrerin erfuhr sie vom Bauhaus-Manifest von Walter Gropius.

„Da war eine Idee, mehr noch ein Ideal: keinen Unterschied mehr von Handwerkern und Künstlern. Alle zusammen in einer neuen Gemeinschaft sollten wir die Kathedrale der Zukunft bauen. Da wollte ich mitmachen.“

### Ausbildung am Bauhaus
Sie schrieb sich gegen den Willen ihrer Eltern 1921 am Bauhaus in Weimar ein und nahm Unterricht bei Johannes Itten, Wassily Kandinsky, Oskar Schlemmer, Paul Klee, Walter Gropius und Georg Muche. Von Itten war sie am meisten beeindruckt: „Und bei Itten geschah etwas, was uns befreite. Wir lernten nicht malen, sondern lernten neu sehen, neu denken und zugleich lernten wir uns selber kennen.“ Die persische Mazdaznan-Lehre, die er lehrte, interessierte sie so sehr, dass sie nebenbei zwei Semester Sanskrit in Jena studierte. 1922 kam sie in die Werkstatt für Weberei. In die abstrakten Farbkompositionen ihrer Teppiche knüpfte sie Sanskrit-Weisheiten ein. Ihre Arbeiten wurden auf der ersten Bauhausausstellung von 1923 in Weimar ausgestellt und verkauft. Das Bauhaus betrachtete sie als ihre „geistige Familie“.
Ihr Studienfreund Werner Graeff machte sie 1923 mit dem schwedischen Avantgarde-Filmemacher Viking Eggeling (1880–1925) bekannt. Sie ließ sich für ein Jahr vom Bauhaus beurlauben und half Eggeling in Berlin bei der Fertigstellung seines Experimentalfilms Diagonal-Symphonie. Von ihm lernte sie die Grundlagen des Filmens. Kurz nach Eggelings Tod drehte sie selber Filme, darunter einen experimentellen Modefilm über Schuhe.

### Mode
Nach der Schließung des Bauhauses in Weimar 1925 arbeitete sie ab 1926 unter dem Pseudonym Renate Green in Berlin als Modejournalistin und Illustratorin für die Zeitschrift Sport im Bild, die im Scherl-Verlag erschien. Für diesen ging sie 1929 als Modekorrespondentin nach Paris und wurde bald in die avantgardistischen Kreise aufgenommen. Zu ihren Freunden gehörten Man Ray, Fernand Léger, Lee Miller und Kiki de Montparnasse. Die Fotografin Florence Henri schuf Halbaktporträts von ihr. Léger stellte sie dem Modeschöpfer Paul Poiret vor, für den sie eine erfolgreiche Kollektion Hosenröcke entwarf. Doch die femininen Effekte und der schnelle modische Wechsel der Haute Couture gefielen ihr nicht.
Sie gründete 1931 mit finanzieller Unterstützung des amerikanischen Millionärs Arthur Wheele in Paris ihr eigenes Modeatelier Ré Sport in der rue Froidevaux im Montparnasse. Sie nannte sich „Ré“, seit Kurt Schwitters ihr 1924 diesen Namen gegeben hatte. Die Innenräume ihres Modestudios gestaltete sie selbst puristisch in Weiß. Der bereits berühmte Architekt Mies van der Rohe richtete es mit seinen Möbeln ein. Man Ray fotografierte ihre Kollektionen. In der Beilage Für die Frau in der Frankfurter Zeitung berichtete Helen Hessel 1932 und 1933 über Rés Mode-Aktivität und ihren Erfolg in Paris.
Sie entwarf Mode für den zeitgenössischen Typ der „Neuen Frau“, den sie selbst verkörperte, die sich schick und gleichzeitig praktisch und bequem kleiden wollte. Sie erfand u. a. das „Transformationskleid“. Es war schlicht geschnitten und konnte mittels einer Vielzahl von Accessoires von einem Alltags- bis hin zum bodenlangen Abendkleid mit Cape verwandelt werden. Um ihre Mode hochwertig, aber erschwinglich zu gestalten, verwendete sie Stoffe der Couturiers vom Vorjahr. Diese Idee wie auch ihr spielerischer Umgang mit der Farben- und Formlehre des Bauhauses verrieten dessen Prägung. Außerdem kreierte sie erfolgreich eine neue Art von Hals-Schmuck: einen Metallkragen und Halsbänder aus künstlichen Blumen. Mit ihren prêt-à-porter-Kreationen revolutionierte sie die Pariser Modeszene und galt als neuer Star. Ihre Kollektionen wurden in Warenhäusern verkauft. Nach Wheeles Tod musste sie 1934 ihr Atelier schließen.

### Philippe Soupault
Am 7. November 1933 hatte Ré Richter, wie sie nach ihrer kurzen Ehe mit dem dadaistischen Maler und Filmemacher Hans Richter hieß, Philippe Soupault in der sowjetischen Botschaft in Paris beim Empfang zur Feier der Oktoberrevolution kennengelernt. Er galt seit Ende der 1920er Jahre als einer der wichtigsten Journalisten Frankreichs. Nachdem sie ihr Modestudio aufgegeben hatte, unternahm sie mit ihm Reportagereisen durch Deutschland, die Schweiz, England, Skandinavien, Italien, Spanien und Nordafrika. Er überzeugte sie, seine Reportagen mit Fotografien zu illustrieren. 1937 heirateten sie.

### Fotografie
Am Bauhaus hatte sie bereits mit dem Medium Fotografie experimentiert. Die grafischen Bildkompositionen ihrer Schwarz-Weiß-Fotografien zeugen davon. Sie arbeitete mit einer Rolleiflex 6x6, später auch mit einer Leica. Ihr bevorzugtes Motiv waren Menschen. Auf den Reisen entwickelte sie ihren Blick für die ›Magische Sekunde‹, die ihre Arbeiten auszeichnet. Als Beispiel dafür gilt das Foto eines Mädchens von 1936 in Madrid vor Beginn des Bürgerkriegs, das mit erhobener Faust die Arbeitersolidarität der Erwachsenen imitierte.
1938 zog das Ehepaar Soupault nach Tunesien. Léon Blum, der 1936 zum ersten sozialistischen Premierminister Frankreichs gewählt worden war, hatte Philippe Soupault beauftragt, die antifaschistische Radiostation Radio Tunis aufzubauen. In Tunesien veröffentlichte Ré Soupault ab August Reportagen für zahlreiche Zeitschriften. Sie fotografierte Auswanderer, Pilger, Nomaden und im Palast des tunesischen Monarchen. Es entstanden auch Selbstporträts. Die französische Regierung erwarb Fotografien von ihr für wenig Geld. Sie setzte sich mit der Rolle der Frau in der islamischen Welt auseinander und erfuhr von der Existenz des „Quartier réservé“ in Tunis, eines geschlossenen Bezirkes, in den von ihren Familien und der Gesellschaft verstoßene Frauen abgeschoben wurden und wo Betteln oder Prostitution ihr einziger Broterwerb war. Die guten Beziehungen zu den Behörden ermöglichten Ré Soupault für zwei Tage in Begleitung eines örtlichen Polizisten den Zugang zu diesem Viertel. Sie porträtierte Frauen in fast leeren Zimmern und fing deren Blicke ein. Es blieben die einzigen Fotos, die dort je gemacht wurden. 1988 wurde die Serie in Deutschland vollständig veröffentlicht.
Während des Zweiten Weltkriegs unterstand Tunesien ab 1940 der Vichy-Regierung, die Philippe Soupault entließ, sodass das Ehepaar kein festes Einkommen mehr hatte. Im März 1942 wurde er für sechs Monate wegen angeblichen Hochverrats ohne Prozess inhaftiert. Als deutsche Streitkräfte Tunis nach der Landung der Amerikaner in Nordafrika im November 1942 besetzten, flüchtete das Paar nach Algerien, das zum Freien Frankreich übergegangen war. Sie mussten alles zurücklassen, auch Rés Fotonegative. Ihr Haus in der rue el Karchani in Tunis wurde vollständig geplündert.
Fast ein Jahr lang blieben sie in Algerien, dann bekam Philippe Soupault 1943 von Général de Gaulle den Auftrag, in Nord-, Mittel- und Südamerika eine neue französische Nachrichtenagentur aufzubauen. Das Ehepaar Soupault reiste 1943 mit einem amerikanischen Truppentransporter von Tanger aus in die USA und siedelte sich in New York an. Dort begegneten sie ihren exilierten Freunden aus dem Vorkriegs-Europa wieder. Ré Soupault begleitete ihren Mann auf allen seinen Reisen, im Jahr 1944 nach Südamerika.
1945 trennten sie sich. Philippe Soupault ging nach Europa zurück; Ré Soupault blieb in New York. Max Ernst überließ ihr sein Studio. Sie schrieb und fotografierte Reisereportagen für den International Digest und das Travel-Magazin.
Ihre letzte Fotoreportage machte sie 1950 in Westdeutschland über Flüchtlinge und Vertriebene aus den Ostgebieten. Sie reiste drei Wochen durch Bayern, Niedersachsen und Schleswig-Holstein, besuchte Flüchtlingsunterkünfte und schilderte die unterschiedliche Integration der einzelnen Volksgruppen. Ein Hauptthema war die drohende Verwahrlosung von Jugendlichen. Ihre Fotografien nahmen Menschen in den Fokus, „in deren oft leeren Blicken an der Kamera vorbei sich Verlust und Zukunftssorgen ablesen lassen“. Sie berichtete aber auch von „der hohen personellen Kontinuität, von ehemaligen SS-Leuten, die nach dem Krieg als Polizeibeamte in den Flüchtlingslagern arbeiteten“.

### Übersetzungen und Hörfunk-Features
Im Juni 1946 kehrte Ré Soupault nach Paris zurück und begann als literarische Übersetzerin aus dem Französischen ins Deutsche für die Büchergilde Gutenberg in Zürich zu arbeiten. Sie übersetzte u. a. Romain Rolland, André Breton, Philippe Soupault und Tristan Tzara. 1954 übertrug sie ein Schlüsselwerk des Surrealismus, Die Gesänge des Maldoror von Lautréamont.
Sie verfasste für deutsche und schweizerische Rundfunkanstalten zahlreiche Hörfunk-Features u. a. über das Bauhaus, Antoine de Saint-Exupéry, Rabindranath Tagore, Mahatma Gandhi, Frauen im Mittelalter, Paris unter der Kommune von 1871, die Geschwister Scholl, Joseph Roth, Fritz von Unruh und Viking Eggeling. Für das Abendstudio des Hessischen Rundfunks schrieb sie zwischen 1955 und 1980 insgesamt 16 Radioessays, unter anderem ihre eigene Adaption von Voltaires ‘Candide’. Den literarisch-künstlerischen Bewegungen Dadaismus und Surrealismus, als deren Bindeglied sie Tristan Tzara sah, widmete sie zwei Features, Tristan Tzara, Begründer des Dada (1968) und „Wir haben uns geirrt: Die wahre Welt ist nicht, was wir geglaubt haben.“ Die Entstehung des Surrealismus (1974).
Gemeinsam mit Philippe Soupault drehte sie 1967 für das Französische Fernsehen einen Film über Wassily Kandinsky.

### Späte Jahre und Wiederentdeckung ihres künstlerischen Werks
Ab 1973 lebte das Ehepaar Soupault wieder in Paris zusammen im selben Haus, doch in zwei getrennten Wohnungen in der Résidence d’Auteuil im XVI. Bezirk. Auf einer Reise nach Heidelberg 1981 lernten sie den Verleger Manfred Metzner kennen, der 1978 den Verlag Das Wunderhorn mitgegründet hatte. Er machte Ré Soupaults verloren geglaubtes fotografisches Werk der Dreißiger und Vierziger Jahre in Deutschland bekannt. Ein Teil ihrer Negative aus den Jahren 1934 bis 1942, die sie auf ihrer Flucht in Tunis zurücklassen musste, hatte nach dem Zweiten Weltkrieg eine tunesische Freundin in einer Truhe in den Souks von Tunis wiedergefunden. Vieles war jedoch für immer verloren. 1988 erschien die Erstveröffentlichung des Fotobands Eine Frau allein gehört allen. Fotos aus dem ‚‚Quartier réservé‘‘ in Tunis; 1994 folgte der zweite Fotoband Paris 1934–1938.
Nach dem Tod von Philipp Soupault 1990 lebte sie zurückgezogen in einem kleinen Apartment am Bois de Boulogne und arbeitete an der Herausgabe ihres Tagebuchs, das sie seit den Vierziger Jahren kontinuierlich führte. Sie starb am 12. März 1996 in Versailles, auf den Tag genau sechs Jahre nach ihrem Mann. Sie wurde in seinem Grab auf dem Friedhof Montmartre beerdigt.
Die erste Retrospektive ihres fotografischen Werks widmete ihr im Jahr 2007 der Gropius-Bau in Berlin. 2011 präsentierte die Kunsthalle Mannheim das komplexe Lebenswerk der Mode- und Filmemacherin, Fotografin, Essayistin und Übersetzerin in der Ausstellung Ré Soupault. Künstlerin im Zentrum der Avantgarde. Neben ihren eigenen fotografischen Arbeiten wurden auch die Fotoserien von Man Ray gezeigt, in denen er sie und ihre Modekreationen porträtiert hatte.
2018 brachte Metzner den Erinnerungsband Nur das Geistige zählt. Vom Bauhaus in die Welt heraus, die er aus hinterlassenen Briefen, Texten und Tagebuchpassagen von Ré Soupault zu einem fortlaufenden Text montiert hatte.

„Es gibt zwei Wege im Leben: der eine führt nach außen: Karriere, Geltung, Besitz […] der andere nach innen: Arbeit, aber ohne Rücksicht auf äußeren Erfolg, schöpferische Arbeit, die ihren Lohn in sich selbst findet.“

## Ausstellungen
Einzelausstellungen
- 1997: La Tunisie 1936–1940 vue par Ré Soupault. Maison des arts Tunisie; Institut du monde arabe, Paris
- 2001: Ré Soupault. Fotografien 1935–1952. Tournee-Ausstellung des Instituts für Auslandsbeziehungen an den Goethe-Instituten in Casablanca, Rabat, Tunis, Madrid. Ausstellung zum 100. Geburtstag in Heidelberg.
- 2007: Ré Soupault (1901–1996). Die Fotografin der magischen Sekunde. Retrospektive im Martin-Gropius-Bau, Berlin; anschl. im Literaturhaus München
- 2011: Ré Soupault – Künstlerin im Zentrum der Avantgarde. Retrospektive des Gesamtwerks in der Kunsthalle Mannheim
- 2015: Ré Soupault – Das Auge der Avantgarde. Zeppelin-Museum Friedrichshafen
- 2021: Ré Soupault – „Es war höchste Zeit …“. Eine Avantgardekünstlerin in Basel 1948 bis 1958. Universitätsbibliothek Basel

Beteiligung
- 2004–2005: Woman. Metamorphosis of modernity. Fundación Joan Miró, Barcelona
- 2015–2016: Qui a peur des femmes photographes? 1839–1945. Musée d’Orsay, Paris
- 2018–2019: Photographie, arme de classe. La photographie sociale et documentaire en France. 1928-1936. Centre Pompidou, Paris
- 2019–2020: Unbekannte Moderne – Bild der Stadt / Stadt im Bild. Malerei, Grafik und Fotografie zwischen Bauhaus und Neuer Sachlichkeit. Brandenburgisches Landesmuseum für Moderne Kunst, Cottbus

## Publikationen

### Eigene Werke
Bildbände, Fotoreportagen
- Tunesien 1936–1940. Deutsch-französische Ausgabe. Mit einem Text von Abdelwahab Meddeb. Verlag Das Wunderhorn, Heidelberg 1996, ISBN 978-3-88423-102-9.
- Paris 1934–1938. Verlag Das Wunderhorn, Heidelberg 1994, ISBN 978-3-88423-088-6.
- Frauenportraits aus dem „Quartier résérvé“ in Tunis. Verlag Das Wunderhorn, Heidelberg 2001, ISBN 978-3-88423-140-1. (Die erste Ausgabe dieses Fotobands war 1988 mit dem Titel Eine Frau allein gehört allen erschienen. Er wurde zum 100. Geburtstag von Ré Soupault neu aufgelegt.)
- Philippe Soupault. Portraits. Fotografien 1934–1944. Mit einem Essay von Philippe Soupault. Verlag Das Wunderhorn, Heidelberg 2003, ISBN 978-3-88423-217-0.
- Ré Soupault – Die Fotografin der magischen Sekunde. Im Zentrum der Klassischen Moderne zwischen Berlin und Paris. Verlag Das Wunderhorn, Heidelberg 2007, ISBN 978-3-88423-282-8
- Katakomben der Seele. Eine Reportage über Westdeutschlands Vertriebenen- und Flüchtlingsproblem 1950. Verlag Das Wunderhorn, Heidelberg 2016, ISBN 978-3-88423-546-1.

Essays
- Vom Dadaismus zum Surrealismus. Zwei Essays. Verlag Das Wunderhorn, Heidelberg 2018, ISBN 978-3-88423-602-4
- Geistige Freiheiten. Essays. Herausgegeben von Manfred Metzner, Verlag Das Wunderhorn, Heidelberg 2018, ISBN 978-3-88423-716-8.

Autobiografische Texte
- Nur das Geistige zählt. Vom Bauhaus in die Welt. Herausgegeben von Manfred Metzner, Verlag Das Wunderhorn, Heidelberg 2018, ISBN 978-3-88423-588-1.

Herausgabe von Märchen-Anthologien
- Bretonische Märchen. 1959.
- Französische Märchen. 1962.
- 52 contes merveilleux: De tous les temps et de tous les pays pour toutes les semaines. Mit Philippe Soupault. 1953.
- Märchen aus fünf Kontinenten. (Deutsche, französische, italienische Ausgabe), mit Philippe Soupault. 1968.
- Histoires merveilleuses des 5 continents. Mit Philippe Soupault und Mireille Wieland. (Collection Mille et une histoires), Éditions Seghers, 1975.
- L’étoile et le nénuphar, et autres contes. Mit Philippe Soupault, Nachwort von Michaël Batalla, Collection Seghers jeunesse, Éditions Seghers, 2005.
- Histoires merveilleuses du Brésil. Mit Philippe Soupault, Nachwort von Michaël Batalla. Collection Seghers jeunesse, Éditions Seghers, 2005.
- Dragon bleu Dragon jaune. Mit Philippe Soupault und Zhon yao Li. Les Pt’its albums du Père Castor, Flammarion, Paris 2006.

### Übersetzungen (Auswahl)
- Romain Rolland: Zwischen den Völkern – Tagebuch der Kriegsjahre und die Memoiren Aus meinem Leben. Zürich 1948.
- Lautréamont: Das Gesamtwerk, Die Gesänge des Maldoror, Dichtungen, Briefe. Heidelberg 1954.
- Philippe Soupault: Der Neger, Die letzten Nächte von Paris, Ein grosser Mann, Das letzte Spiel, Begegnungen mit Dichtern und Malern. Mit André Breton: Die magnetischen Felder.

## Filmporträts
- Ré et Philippe Soupault: les années tunisiennes.Von Frédéric Mitterrand, Fernsehfilm ARTE, 1996.
- Ré Soupault in Tunis. Eine Bauhausschülerin fotografiert den Orient. Von Ulrike Becker, Fernsehfilm (45 Min.), SWR Baden-Baden, 1997.[25]
- Die Fotografin Ré Soupault. Von Luzia Braun, ZDF Aspekte, 27. April 2007.

## Hörspiele
- Und plötzlich war ich eine Fremde. Die Fotografin Ré Soupault. Von Conny Frühauf, WDR, 2006.[26]
- Schießbuden haben noch immer einen Reiz für mich. Nach unveröffentlichten Texten von Ré Soupault. Von Andra Joeckle, Deutschlandradio Kultur 2007 (54'43 Min.).[27]